# Google My Maps
Google My Maps es un servicio puesto en marcha por Google en abril del 2007, que permite a los usuarios crear mapas personalizados para uso propio o para compartir. Los usuarios pueden añadir puntos, líneas y formas sobre Google Maps usando un editor WYSIWYG.
En noviembre de 2014 se publicó una nueva versión con una actualización automática de los mapas originales Esta versión permite el uso de capas personalizables con estilos uniformes y etiquetas con el nombre o la descripción. Contiene también una gran variedad de objetos que funcionan como puntos, como el punto de ciudad, de tren, de autobús, hospital o escuela, con parámetros modificables.